# Metrichia
Metrichia är ett släkte av nattsländor. Metrichia ingår i familjen smånattsländor.

## Dottertaxa tillMetrichia, i alfabetisk ordning[1]
- Metrichia aberrans
- Metrichia adamsae
- Metrichia anisoscola
- Metrichia araguensis
- Metrichia arenifera
- Metrichia argentinica
- Metrichia arizonensis
- Metrichia avon
- Metrichia bidentata
- Metrichia biungulata
- Metrichia bola
- Metrichia bulbosa
- Metrichia cafetalera
- Metrichia campana
- Metrichia carbetina
- Metrichia ceer
- Metrichia continentalis
- Metrichia cuenca
- Metrichia cuspidata
- Metrichia dietzi
- Metrichia diosa
- Metrichia disparilis
- Metrichia espera
- Metrichia excisa
- Metrichia exclamationis
- Metrichia favus
- Metrichia fontismoreaui
- Metrichia geminata
- Metrichia helenae
- Metrichia juana
- Metrichia kumanskii
- Metrichia lacuna
- Metrichia lemniscata
- Metrichia lenophora
- Metrichia macrophallata
- Metrichia madicola
- Metrichia madre
- Metrichia malada
- Metrichia munieca
- Metrichia neotropicalis
- Metrichia nigritta
- Metrichia pakitza
- Metrichia patagonica
- Metrichia penicillata
- Metrichia platigona
- Metrichia protrudens
- Metrichia quadrata
- Metrichia rawlinsi
- Metrichia riva
- Metrichia rona
- Metrichia sacculifera
- Metrichia similis
- Metrichia squamigera
- Metrichia thirysae
- Metrichia trigonella
- Metrichia trispinosa
- Metrichia warema
- Metrichia yalla